# Encyclia tripartita
Encyclia tripartita är en orkidéart som först beskrevs av Vell., och fick sitt nu gällande namn av Frederico Carlos Hoehne. Encyclia tripartita ingår i släktet Encyclia och familjen orkidéer. Inga underarter finns listade i Catalogue of Life.